# Blow (Heather Nova)
Blow è un album dal vivo della cantautrice britannica Heather Nova, pubblicato nel 1993.

## Tracce
1. Light Years – 5:24
2. Sugar – 6:48
3. Maybe an Angel – 6:31
4. Blessed – 2:37
5. Mothertongue – 3:21
6. Talking to Strangers – 5:05
7. Shaking the Doll – 4:16
8. Frontier – 5:17
9. Doubled Up – 3:40